# Orędzie paschalne
Orędzie paschalne lub Orędzie Wielkanocne (łac. Exsultet) – starożytna pieśń, przypisywana św. Ambrożemu lub św. Augustynowi.

## Opis
W niezmiennej formie trwała od VII wieku do reform liturgicznych po Soborze Watykańskim II. Należy do liturgicznego orędzia podczas Wigilii Paschalnej związanego z zapaleniem światła w noc Zmartwychwstania. Wykonuje go diakon lub prezbiter. W wyjątkowych sytuacjach może go wykonać kantor (jeśli kantor nie jest duchownym, to wówczas opuszcza wybrane fragmenty: w łacinie po fragmencie: „haec aula resultet.” przechodzi do fragmentu: „Sursum corda.”, w języku polskim zaś po fragmencie: „potężnym śpiewem całego ludu.” przechodzi do fragmentu: „W górę serca.”). Exsultet śpiewa się na początku liturgii Wigilii Paschalnej, po procesji do ołtarza, w momencie ustawienia zapalonego paschału pośrodku prezbiterium kościoła i jego okadzeniu.
Podczas wykonywania Exsultetu wszyscy zgromadzeni powinni stać.
Tekst wraz z neumami Orędzia Wielkanocnego jest zawarty w Mszale Rzymskim. Występuje w formie dłuższej i krótszej. Uroczyste wykonanie Exsultetu trwa od 10 do 15 minut. Orędzie paschalne zawiera m.in. pochwałę ofiary paschalnej Chrystusa i sakramentu chrztu oraz dziękczynienie za zmartwychwstanie Chrystusa i wybawienie ludzkości z grzechu. Pieśń podkreśla wspaniałość Bożego dzieła odkupienia świata, począwszy od grzechu Adama, aż do zbawienia, które dokonało się w Chrystusie.